# (5827) Letunov
(5827) Letunov ist ein Asteroid des Hauptgürtels, der am 15. November 1990 von der russischen Astronomin Ljudmila Iwanowna Tschernych am Krim-Observatorium in Nautschnyj (IAU-Code 095), etwa 30 km von Simferopol entfernt, entdeckt wurde.
Der Himmelskörper wurde nach dem sowjetischen Journalisten und Radiokommentator Juri Alexandrowitsch Letunow (1926–1984) benannt.